# Israel Chemicals
Israel Chemicals Ltd. (івр. כימיקלים לישראל בע"מ) — транснаціональний промисловий концерн, яка розробляє, виробляє і продає добрива, метали та інші спеціалізовані хімічні продукти. ICL обслуговує в першу чергу три ринки: сільське господарство, харчова та інженерно-технічних матеріалів. Компанія ICL виробляє приблизно третину світового брому, і є шостим за величиною в світі виробник калійних солей, яке є виробником спеціалізованих добрив і спеціальних фосфатів, антипірени і розчинів для очищення води.